# Coupe de France de cyclo-cross 2023
Navigation
2022 2024
La Coupe de France de cyclo-cross 2023 est la 41e édition de la Coupe de France de cyclo-cross (anciennement Challenge la France cycliste de cyclo-cross). Elle se déroule du 21 octobre 2023 à Quelneuc au 10 décembre 2023 à Flamanville. Les six manches sont réparties sur trois week-ends, un même lieu accueillant une première manche le samedi et une deuxième le dimanche. 
En raison du nombre de participantes, les catégories élite et espoir féminines participent aux mêmes courses et partagent le même classement général.

## Hommes élites

### Résultats
| # | Date        | Lieu        | Vainqueur              | Deuxième               | Troisième        | Leader du classement général |
| - | ----------- | ----------- | ---------------------- | ---------------------- | ---------------- | ---------------------------- |
| 1 | 21 octobre  | Quelneuc    | Sandy Dujardin         | Kevin Suárez Fernández | Eddy Finé        | Sandy Dujardin               |
| 2 | 22 octobre  | Quelneuc    | Kevin Suárez Fernández | Sandy Dujardin         | Mickaël Crispin  | Kevin Suárez Fernández       |
| 3 | 11 novembre | Albi        | Rémi Lelandais         | Joshua Dubau           | Tony Périou      | Rémi Lelandais               |
| 4 | 12 novembre | Albi        | Tony Périou            | Valentin Remondet      | Florian Gaillard | Tony Périou                  |
| 5 | 9 décembre  | Flamanville | Joshua Dubau           | Tony Périou            | David Menut      | Tony Périou                  |
| 6 | 10 décembre | Flamanville | Joshua Dubau           | Tony Périou            | David Menut      | Tony Périou                  |

### Classement
|    | Coureur           | Équipe                   | Points |
| -- | ----------------- | ------------------------ | ------ |
| 1  | Tony Périou       | VC Pays de Loudéac       | 245    |
| 2  | Rémi Lelandais    | Team CX TPM              | 220    |
| 3  | Quentin Navarro   | Charvieu-Chavagneux IC   | 207    |
| 4  | Lucas Deloison    | Team CX TPM              | 201    |
| 5  | Cyprien Gilles    | Normandie                | 191    |
| 6  | Nicolas Reculeau  | UC Montmeyran Valence    | 186    |
| 7  | Damien Beton      | UC Pélussin              | 185    |
| 8  | Joshua Dubau      | Van Rysel CX Racing Team | 167    |
| 9  | Valentin Remondet | Team CX TPM              | 162    |
| 10 | Mickaël Crispin   | Club Cycliste            | 145    |

## Femmes élites

### Résultats
| # | Date        | Lieu        | Vainqueur          | Deuxième           | Troisième           | Leader du classement général |
| - | ----------- | ----------- | ------------------ | ------------------ | ------------------- | ---------------------------- |
| 1 | 21 octobre  | Quelneuc    | Amandine Fouquenet | Amandine Vidon     | Évita Muzic         | Amandine Fouquenet           |
| 2 | 22 octobre  | Quelneuc    | Amandine Fouquenet | Amandine Vidon     | Olivia Onesti       | Amandine Fouquenet           |
| 3 | 11 novembre | Albi        | Amandine Vidon     | Amandine Fouquenet | Lauriane Duraffourg | Amandine Fouquenet           |
| 4 | 12 novembre | Albi        | Amandine Fouquenet | Julie Bego         | Lauriane Duraffourg | Amandine Fouquenet           |
| 5 | 9 décembre  | Flamanville | Hélène Clauzel     | Amandine Fouquenet | Camille Devigne     | Amandine Fouquenet           |
| 6 | 10 décembre | Flamanville | Amandine Fouquenet | Hélène Clauzel     | Anaïs Morichon      | Amandine Fouquenet           |

### Classement
|    | Coureuse           | Équipe                        | Points |
| -- | ------------------ | ----------------------------- | ------ |
| 1  | Amandine Fouquenet | Arkéa                         | 264    |
| 2  | Amandine Vidon     | Team Fima-RDV Bikeshop Alian  | 237    |
| 3  | Olivia Onesti      | Van Rysel CX Racing Team      | 229    |
| 4  | Cyriane Muller     | Grand Est                     | 211    |
| 5  | Alexandra Valade   | Team Fima-RDV Bikeshop Alian  | 210    |
| 6  | Lise Klaës         | Normandie                     | 207    |
| 7  | Laura Porhel       | Team Fima-RDV Bikeshop Alian  | 191    |
| 8  | Loane Ménager      | Team Guevel Articréations     | 177    |
| 9  | Hugoline Roger     | Team Cycliste Linas Montlhéry | 159    |
| 10 | Gwennig Le Dantec  | Roue d'Or Conflanaise         | 156    |

## Hommes espoirs

### Résultats
| # | Date        | Lieu        | Vainqueur          | Deuxième           | Troisième       | Leader du classement général |
| - | ----------- | ----------- | ------------------ | ------------------ | --------------- | ---------------------------- |
| 1 | 21 octobre  | Quelneuc    | Corentin Lequet    | Nathan Bommenel    | Timothé Gabriel | Corentin Lequet              |
| 2 | 22 octobre  | Quelneuc    | Nathan Bommenel    | Corentin Lequet    | Léo Bisiaux     | Nathan Bommenel              |
| 3 | 11 novembre | Albi        | Corentin Lequet    | Noé Castille       | Léo Bisiaux     | Corentin Lequet              |
| 4 | 12 novembre | Albi        | Léo Bisiaux        | Corentin Lequet    | Guillaume Bagou | Corentin Lequet              |
| 5 | 9 décembre  | Flamanville | Martin Groslambert | Corentin Lequet    | Léo Bisiaux     | Corentin Lequet              |
| 6 | 10 décembre | Flamanville | Léo Bisiaux        | Martin Groslambert | Corentin Lequet | Corentin Lequet              |

### Classement
|    | Coureur         | Équipe                    | Points |
| -- | --------------- | ------------------------- | ------ |
| 1  | Corentin Lequet | AS Bike Racing            | 256    |
| 2  | Léo Bisiaux     | Vélo Club Riomois         | 249    |
| 3  | Nathan Bommenel | AS Bike Racing            | 229    |
| 4  | Noé Castille    | Team CX TPM               | 223    |
| 5  | Guillaume Bagou | CC Étupes                 | 219    |
| 6  | Timothé Gabriel | Team CX TPM               | 203    |
| 7  | Romain Debord   | AS Bike Racing            | 192    |
| 8  | Tristan Verrier | Team Guevel Articréations | 180    |
| 9  | Yann Chaptal    | Superior Rafalsocks       | 172    |
| 10 | Alexis David    | Bourgogne-Franche-Comté   | 162    |

## Hommes juniors

### Résultats
| # | Date        | Lieu        | Vainqueur     | Deuxième         | Troisième    | Leader du classement général |
| - | ----------- | ----------- | ------------- | ---------------- | ------------ | ---------------------------- |
| 1 | 21 octobre  | Quelneuc    | Aubin Sparfel | Maxime Vézie     | Paul Seixas  | Aubin Sparfel                |
| 2 | 22 octobre  | Quelneuc    | Aubin Sparfel | Maxime Vézie     | Louis Tanguy | Aubin Sparfel                |
| 3 | 11 novembre | Albi        | Aubin Sparfel | Maxime Vézie     | Paul Seixas  | Aubin Sparfel                |
| 4 | 12 novembre | Albi        | Aubin Sparfel | Théophile Vassal | Paul Seixas  | Aubin Sparfel                |
| 5 | 9 décembre  | Flamanville | Aubin Sparfel | Théophile Vassal | Louis Tanguy | Aubin Sparfel                |
| 6 | 10 décembre | Flamanville | Aubin Sparfel | Théophile Vassal | Maxime Vézie | Aubin Sparfel                |

### Classement
|    | Coureur          | Équipe                     | Points |
| -- | ---------------- | -------------------------- | ------ |
| 1  | Aubin Sparfel    | Grand Est                  | 270    |
| 2  | Théophile Vassal | Bourgogne-Franche-Comté    | 241    |
| 3  | Maxime Vézie     | Bretagne                   | 241    |
| 4  | Paul Seixas      | La Motte-Servolex Cyclisme | 235    |
| 5  | Louis Tanguy     | Bretagne                   | 230    |
| 6  | Félix Rouinsard  | Bretagne                   | 198    |
| 7  | Evan Jullian     | VC Le Thor Gadagne         | 187    |
| 8  | Johan Blanc      | Vélo Club Rodez            | 179    |
| 9  | Gabin Dubosq     | Normandie                  | 178    |
| 10 | Baptiste Rouxel  | Bourgogne-Franche-Comté    | 169    |

## Femmes juniors

### Résultats
| # | Date        | Lieu        | Vainqueur  | Deuxième        | Troisième             | Leader du classement général |
| - | ----------- | ----------- | ---------- | --------------- | --------------------- | ---------------------------- |
| 1 | 21 octobre  | Quelneuc    | Célia Gery | Amandine Muller | Shanyl De Schoesitter | Célia Gery                   |
| 2 | 22 octobre  | Quelneuc    | Célia Gery | Amandine Muller | Shanyl De Schoesitter | Célia Gery                   |
| 3 | 11 novembre | Albi        | Célia Gery | Amandine Muller | Lison Desprez         | Célia Gery                   |
| 4 | 12 novembre | Albi        | Célia Gery | Lison Desprez   | Amandine Muller       | Célia Gery                   |
| 5 | 9 décembre  | Flamanville | Célia Gery | Amandine Muller | Anaïs Moulin          | Célia Gery                   |
| 6 | 10 décembre | Flamanville | Célia Gery | Amandine Muller | Anaïs Moulin          | Célia Gery                   |

### Classement
|    | Coureuse              | Équipe                     | Points |
| -- | --------------------- | -------------------------- | ------ |
| 1  | Célia Gery            | V.C. Rambertois            | 270    |
| 2  | Amandine Muller       | Grand Est                  | 250    |
| 3  | Lison Desprez         | Bretagne                   | 232    |
| 4  | Flavie Landrin-Zebert | Grand Est                  | 231    |
| 5  | Anaïs Moulin          | U.C. Albénassienne         | 229    |
| 6  | Maeva Plagniol        | Lyon Sprint Evolution      | 211    |
| 7  | Nina Lavenu           | La Motte-Servolex Cyclisme | 192    |
| 8  | Maïa Bridier          | VC Montigny-le-Bretonneux  | 191    |
| 9  | Wendy Bunea           | Corbas Lyon Métropole      | 188    |
| 10 | Maeva Neveux          | Pays de Loire              | 183    |